# Super Trouper
Super Trouper  er en LP/album af popmusikgruppen ABBA, som blev udgivet i Sverige den 3. november 1980. Albummet, som er gruppens 7., er indspillet mellem februar og oktober 1980. Et af de sidste numre, der blev færdiggjort, var titelnummeret. Super Trouper er betegnet som et af ABBAs bedste, og især 'The Winner Takes It All' er en af favoritterne, også hos gruppen selv. Dette nummer blev nummer 1 i lande som England, Holland, Belgien, Irland og Sydafrika og nr. 8 i USA. En anden klassiker er nummeret 'Super Trouper' og 'Happy New Year'.
Som det første album skrevet og indspillet efter Björn Ulvaeus og Agnetha Fältskogs skilsmisse indeholder dette en mere moden samling sange i forhold til forgængerne. Flere sange, deriblandt 'The Winner Takes It All', er inspireret af personlige erfaringer. 'The Piper' handler derimod om en folkeforfører, og 'Happy New Year' er en bøn til alle verdens naboer om at slutte fred.
Albummet udkom på CD i juli 2001 med to ekstra "bonusnumre".

## Track liste
Alle sange skrevet af Benny Andersson og Björn Ulvaeus.
Side A:
1. "Super Trouper" – 4:11
2. "The Winner Takes It All" – 4:55
3. "On and On and On" – 3:40
4. "Andante, Andante" – 4:39
5. "Me and I" – 4:54

Side B:
1. "Happy New Year" – 4:23
2. "Our Last Summer" – 4:19
3. "The Piper" – 3:26
4. "Lay All Your Love on Me" – 4:33
5. "The Way Old Friends Do" (Live) – 2:53